# Дроплетон
Дроплетон (от англ. drop — капля) или квантовый дроплет, квантовая капля — искусственная квазичастица, представляющая собой совокупность электронов и дырок внутри полупроводника. Дроплетон — первая известная квазичастица, ведущая себя как жидкость. Экспериментальное обнаружение дроплетонов было анонсировано в статье Nature 26 февраля 2014 года, где были приведены доказательства образования дроплетонов в дырочной плазме внутри арсенид-галлиевой квантовой ямы вследствие её облучения сверхкороткими лазерными импульсами. До этого эксперимента предсказания существования дроплетонов не были известны.
Несмотря на короткое время жизни в 25 пикосекунд, дроплетоны достаточно стабильны, чтобы быть доступными для исследования. Дроплетоны являются интересными объектами для изучения квантовой механики. Дроплетон имеет ширину 200 нанометров, как у мельчайшей бактерии, и можно ожидать, что квантовый дроплетон можно будет наблюдать визуально.